# Corredor Cantàbric-Mediterrani
El Corredor Cantàbric-Mediterrani és una línia ferroviària d'alta velocitat espanyola. És un dels cinc corredors considerats pel Ministeri de Foment. La via per al transport de mercaderies segueix l'ample europeu i connectaria els ports de València i Sagunt amb Saragossa i amb aquest a Bilbao i podria connectar amb França a través del Tunel de Canfranc.
L'octubre de 2018 Adif va anunciar obres amb un cost de 65 milions d'euros per al tram Sagunt-Terol-Saragossa. L'octubre de 2018 va haver una reunió de polítics valencians i aragonesos perquè s'impulsara aquest corredor, pressionant al Ministre de Foment Ábalos perquè el defenguera davant la Comissió Europea.
El 19 de novembre del 2018 els presidents de les dues comunitats autònomes per les que passa aquest tram, Ximo Puig (Comunitat Valenciana) i Javier Lambán (Aragó), es reuniren amb la comissària europea de Transport, Violeta Bulc. El novembre de 2018 la Comissió Europea va aprovar incloure els trams València-Madrid i Sagunt-Terol-Saragossa de l'eix Cantàbric-Mediterrani en la xarxa transeuropea de transports, suposant que aquest tram puga rebre subvencions per al seu desenvolupament. El 12 de desembre el Parlament Europeu aprovà la inclusió d'aquest corredor en la xarxa transeuropea de transports.
El 7 de desembre de 2018 el Consell de Ministres aprovà invertir 58 milions d'euros per al corredor.
A causa de les millores fetes pel Ministeri de Foment en els últim any i mig, el tràfic de mercaderies va augmentar. S'hi va afegir l'operadora Transitia. L'abril de 2019, Adif va llençar nou concursos públics per a licitar millores del tram Saragossa-Sagunt.

## Trams
La Comissió Europea afegí Navarra en el corredor Cantàbric-Mediterrani amb un tercer carril per a mercaderies.
Tram que uneix Sagunt amb Saragossa travessant Terol. De Saragossa enllaça amb Pamplona i d'allí a la Y Basca.